# Eliteschüler des Sports
Als Eliteschüler des Sports werden seit 2009 jährlich Schüler vom Deutschen Olympischen Sportbund (DOSB) und der Sparkassen-Finanzgruppe ausgezeichnet, die besondere sportliche Leistungen erbracht haben und zugleich durch ihre Persönlichkeit Vorbilder für die Schüler an den Eliteschulen des Sports sein sollen.

## Auswahl

### Kriterien
Die Eliteschüler des Sports zeichnen sich durch überragende sportliche Leistungen aus. Dabei spielt neben Nominierungen für Nationalmannschaften, internationalen Erfolgen und Bestleistungen auch der hohe Trainingsaufwand eine Rolle. Zielstrebigkeit, ein professionelles Engagement und gute schulische Leistungen sind ebenfalls entscheidende Gründe für eine Auszeichnung. Durch ihre Persönlichkeit sind sie darüber hinaus für die anderen Schüler Vorbilder. Als weitere Faktoren werden besondere Leistungen, wie etwa große Leistungssprünge, ein gelungenes Comeback nach Verletzungen, großer finanzieller Eigenaufwand oder soziales Engagement herangezogen. Die „Eliteschüler des Sport“ haben zudem eine gute Perspektive hinsichtlich erfolgreicher Teilnahmen an Olympischen Spielen und Weltmeisterschaften.

### Verfahren
An jeder Eliteschule des Sports wird in Abstimmung mit dem Olympiastützpunkt durch Wahl oder eine Jury ein Schüler nominiert und bis zum 15. September jeden Jahres dem DOSB gemeldet. Anschließend entscheidet der Arbeitskreis „Eliteschulen des Sports“ über den oder die bundesweiten Gewinner. Die Auszeichnung erfolgt im Rahmen des Neujahrsempfangs des DOSB. Die Preisträger erhalten Stipendien in Höhe von 5000 Euro für Platz eins sowie jeweils 3000 Euro für die Plätze zwei und drei.

## Gewinner
- 2009: Franziska Weber (Kanurennsport) – Potsdam und Marie-Sophie Hindermann (Turnen) – Stuttgart
- 2010: Johannes Rydzek (Nordische Kombination) – Oberstdorf
- 2011: Gesa Felicitas Krause (Leichtathletik-Hindernislauf) – Frankfurt a. M. und Tom Liebscher (Kanurennsport) – Dresden
- 2012: Saskia Langer (Rennrodeln) – Oberwiesenthal
- 2013: Tom Kierey (Para-Kanurennsport) – Berlin (Flatow-Oberschule)

- 2014:

1. Andreas Wellinger (Skispringen) – Berchtesgaden
2. Tina Punzel (Wasserspringen) – Dresden
3. Laura Lindemann (Triathlon) – Potsdam

- 2015:

1. Pauline Grabosch – Kaiserslautern und Emma Hinze (Bahnradsport) – Cottbus
2. Jessica Tiebel (Rennrodeln) – Altenberg
3. Maxine Wolters (Schwimmen) – Hamburg

- 2016:

1. Max Heß (Leichtathletik-Dreisprung) – Chemnitz
2. Johannes Hintze (Schwimmen) – Potsdam
3. Pauline Tratz (Turnen) – Karlsruhe

- 2017:

1. Tabea Alt (Turnen) – Stuttgart
2. Lou Massenberg (Wasserspringen) – Berlin (SLZB)
3. Marlene Galandi (Judo) – Potsdam

- 2018:

1. Leni Wildgrube (Leichtathletik-Stabhochsprung) – Potsdam
2. Jakob Thordsen (Kanurennsport) – Hannover
3. Lara Lessmann (BMX) – Berlin (Flatow-Oberschule)

- 2019:

1. Andrea Herzog (Kanuslalom) – Leipzig
2. Alessa-Catriona Pröpster (Bahnrad) – Kaiserslautern
3. Isabel Gose (Schwimmen) – Heidelberg

- 2020:

1. Max Ewald/Jakob Jannusch (Rennrodeln) – Oberhof
2. Lukas Nydegger (Skeleton) – Berchtesgaden
3. Alexander Czudaj (Bobsport) – Dresden

- 2021:

1. Taliso Engel (Para-Schwimmen) – Nürnberg
2. Lena Hentschel (Wasserspringen) – Dresden
3. Anna Monta Olek (Judo) – Hannover

- 2022:

1. Linn Kazmaier (Para-Ski Nordisch) – Freiburg i. Br.
2. Marius Karges – Frankfurt a. M. und Mika Sosna (Leichtathletik-Diskuswurf) – Hamburg
3. Bruno Keßler (Bahnradsport) – Leipzig

- 2023:

1. Hedi Moana Kliemke (Kanurennsport) – Potsdam
2. Tristan Sommerfeldt (Nordische Kombination) – Oberwiesenthal
3. Tebbe Möller (3×3-Basketball) – Hannover